# ویلوویش (استان سیلسیان)
ویلوویش (به لاتین: Wielowieś) یک روستا در لهستان است که در گمینا ویلوویش واقع شده‌است. ویلوویش ۱٬۹۲۴ نفر جمعیت دارد و ۲۶۴ متر بالاتر از سطح دریا واقع شده‌است.